# Bøtøskoven
Bøtøskoven  er et 153 hektar stort skovområde i  ved Marielyst i Guldborgsund Kommune ved østkysten af det sydlige Falster.
I 2017  erhvervede Den Danske Naturfond    Bøtøskoven  for sammen med Guldborgsund Kommune gennemføre en naturgenopretning af området.    Bøtøskoven der er den nordlige del af Bøtø Plantage, er en vigtig lokalitet for mange forskellige arter af insekter, flagermus, og fugle, og er især kendt som en spændende sommerfuglelokalitet.
I den nordlige ende grænser skoven op til det fredede Bøtø Nor der er et ca. 200 ha stort område med lavvandet sø, enge og rørskov, som tidligere er blevet naturgenoprettet. Der skabes dermed over 350 hektar sammenhængende natur.
Hele Bøtøskoven er fredskov. En mindre  del  indgår i det store Natura 2000 nr. 173 Smålandsfarvandet nord for Lolland, Guldborgsund, Bøtø Nor og Hyllekrog-Rødsand. Hovedparten af plantagen blev plantet i slutningen af 1800-tallet og begyndelsen af 1900-tallet, for  bl.a. at beskytte de inddæmmede områder i Bøtø Nor mod sandflugt. Den østlige del af skoven ligger svagt hævet på den gamle landtange. Den vestlige del af del af skoven ligger  hvor der tidligere var kystlagune. Hele skoven, men især den vestlige del, er intensivt drænet med mange grøfter. Mod øst ligger diget mod Østersøen, og der  er der i næsten hele skovens længde digegrave, hvor materialet til diget er gravet op.

## Fauna
I skoven  kan ses op til 40 arter af sommerfugle, bl.a. yngler Sort ildfugl her som det eneste sted i Danmark. Den sjældne Spejlbredpande findes også. I skoven yngler bl.a. havørn, rødtoppet fuglekonge og sortstrubet bynkefugl. I  august 2018 fandt man en ny billeart for Danmark – Rugilus angustatus, og i foråret 2020 en for Danmark ny  løbebille på omkring 8-10 mm. med det latinske navn Amara kulti.

## Naturgenopretning
Formålet med projektet er at udvikle Bøtøskoven fra en plantageskov til en varieret, lysåben
græsningsskov med urørt skov, løvskov, områder med gammel fyrreskov, sumpskov, vådområder og lysåbne naturarealer med enge og overdrev.  Mange af de oprindelige  nåletræer er fældet for at skabe flere åbne områder og lysninger i skoven, men man har bevaret de gamle fyrre- og birketræer i området. De gamle træer er gode levesteder for flagermus, svampe, insekter og fugle, der har brug for hule rum i træer til at lægge æg eller overnatte i.   Planen er at skabe et naturområde med åbne overdrevsarealer, lysåben græsningsskov, urørt skov
Der er udsat vildheste og kvæg  som skal pleje naturen. Ved begyndelsen af 2020 var flokken  af konikheste, der går ude hele året, på 15 dyr. De spiser skud af buske og træer så arealerne ikke gror til igen, og sørger for balancen mellem åbne græsarealer og områder med skov.